# Pseudoceros monostichos
Pseudoceros monostichos (лат.) — морской плоский червь отряда поликладид класса ресничных червей или (по другой классификации) Rhabditophora.

## Описание
Общая длина тела до 3,5 см. Окраска кремово-белая с синими краями тела, отграничеными от основного фона узкой зелёной полосой. Иногда края бывают пурпурными или сине-фиолетовыми. Вдоль тела по средине спинной стороны проходит узкая чёрно-коричневая линия, не доходящая до краёв тела. Она окаймлена двумя узкими белыми полосами, которые в свою очередь окружены узкими светло-коричневатыми полосами. Брюшная сторона окрашена так же как и спинная. На переднем конце тела имеются два остроконечных псевдощупальца, образованных складками краёв тела.

## Ареал и места обитания
Распространен в тропических водах Индийского и западной части Тихого океанов от берегов Восточной Африки, Маскаренских и Мальдивских островов до Новой Гвинеи, Марианского архипелага и Большого Барьерного рифа у восточного побережья Австралии. Обитает на внешних склонах коралловых рифов.